# Aristolochia cortinata
Aristolochia cortinata là một loài thực vật có hoa trong họ Aristolochiaceae. Loài này được Reinecke mô tả khoa học đầu tiên năm 1898.